# パルケ・イルデフォンソ・ソラ・モラレス
パルケ・イルデフォンソ・ソラ・モラレス（西: Parque Yldefonso Solá Morales）は、プエルトリコのカグアスにあるスタジアム。収容人数は5,000人。
主に野球に使用されており、リーガ・デ・ベイスボル・プロフェシオナル・デ・プエルトリコのクリオーリョス・デ・カグアスが本拠地にしている。フィールドは人工芝で、広さは左翼340フィート（約103.6メートル）、中堅400フィート（約121.9メートル）、右翼330フィート（約100.6メートル）。